# Ширмер, Хильдур
Хильдур Ширмер (нем. Hildur Schirmer, урождённая Кох, нем. Koch; 13 марта 1856, Брауншвейг — 23 апреля 1914, Осло) — норвежская певица, вокальный педагог и активистка женского движения.
Родилась в семье инженера. С юных лет выступала в составе вокального трио вместе с сёстрами Брунхильдой и Софией, училась музыке в Берлине, затем в Париже у Полины Виардо.
В 1878 г. вышла замуж за архитектора Адольфа Ширмера и обосновалась в Норвегии. Выступала в концертах, в том числе вместе с Уле Ульсеном и Агатой Баккер-Грёндаль. В 1881 г. приняла участие в норвежской премьере Девятой симфонии Людвига ван Бетховена (дирижировал Юхан Свенсен) — этот концерт считается важным событием в истории музыкальной жизни Норвегии.
С 1900 г. посвятила себя преимущественно преподавательской работе, работала в различных музыкальных школах, в том числе у Людвига Линдемана. Среди её учеников Марта Сандал и Карл Хагман. В 1906 г. возглавляла Ассоциацию музыкальных педагогов Кристиании.
В 1896 г. по инициативе Ширмер в Осло был установлен памятник Камилле Коллетт.